# Парогравітаційний дренаж

Парогравітаційний дренаж

Механізм видобутку важких нафт і природних бітумів методом парогравітаційного дренажу

Парогравітаційний дренаж — ефективний термічний спосіб видобутку важкої нафти і природних бітумів. Вдосконалена форма парової інтенсифікації, при якій у нафтовому пласті бурять дві горизонтальні свердловини, одна на кілька метрів над іншою. Пара під високим тиском безперервно впорскується у верхній стовбур свердловини, щоб нагріти нафту та зменшити її в'язкість, змушуючи нагріту нафту стікати в нижній стовбур свердловини, звідки її відкачують. Парогравітаційний дренаж — це екстракція парою (Vapor extraction — VAPEX) відноситься до газових методів.

## Загальний опис
З середини 1980-х років завдяки великим інвестиціям у науково-дослідні проекти в області теплових методів, а також з розробкою технології горизонтального буріння в Канаді була розроблена технологія парогравітаційного впливу з використанням двох горизонтальних свердловин, більш відома у світовій промисловості як англ. SAGD (Steam Assisted Gravity Drainage). Технологія SAGD стала промисловим стандартом розробки запасів бітуму в Канаді.
Технологія передбачає буріння двох горизонтальних свердловин, розташованих паралельно одна над іншою, через нафтонасичену товщу поблизу підошви пласта. Верхня горизонтальна свердловина нагнітає пару в пласт бітуму. В результаті створюється високотемпературна паронасичена область (камера). Процес парогравітаційного дренажа включає стадії:
- 1) передпрогрівання (декілька місяців) — проводиться шляхом циркуляції пари в обох свердловинах. При цьому за рахунок кондуктивного перенесення тепла здійснюється розігрівання зони пласта між добувною і нагнітальною свердловинами, знижується в'язкість нафти в цій зоні і, тим самим, забезпечується гідродинамічний зв'язок між свердловинами.
- 2) основна стадія видобування з утворенням «парової камери» — здійснюється шляхом нагнітання пари в нагнітальну свердловину. Закачувана пара піднімається до верхньої частини продуктивного пласта, створюючи парову камеру, що збільшується в розмірах. Між границею парової камери і холодної нафтонасиченої товщі постійно відбувається процес теплообміну, в результаті якого пара конденсується і разом з розігрітою нафтою флюїди (бітумно (нафто)-пароводяна суміш) стікають вниз до добувної свердловини під дією сили тяжіння. Розширення парової камери вгору продовжується до тих пір, поки вона не досягне покрівлі пласта, а потім вона починає розширюватися в сторони. При цьому нафта завжди знаходиться у контакті з високотемпературною паровою камерою.

## Застосування
Найбільше парогравітаційний дренаж застосовується в Канаді, зокрема в провінції Альберта, де розташовані великі запаси бітумінозних пісків. Компанії Suncor, Cenovus та інші активно використовують SAGD для видобутку бітуму.
Також метод застосовується у Венесуелі, США, Китаї та інших країнах з покладами важкої нафти.

## ЕКОЛОГІЯ
Метод потребує вирішення екологічних проблем: — Утилізація великої кількості використаної води. — Зниження викидів CO2 шляхом впровадження енергоощадних технологій. — Використання відновлюваних джерел енергії для генерації пари.

## Перспективи
Новітні розробки включають застосування нанофлюїдів, розчинників, технологій когенерації енергії та автоматизації процесу.